# Павел I (пьеса)
«Павел I» — историческая пьеса («драма для чтения») Дмитрия Мережковского, написанная им в Париже в 1908 году и в конце года опубликованная отдельной книгой в издательстве М. В. Пирожкова. Сразу же после выхода книга была запрещена и конфискована как проявление «дерзостного неуважения к Высшей Власти…».
Суд над Мережковским и пьесой прошёл в 1912 году, все обвинения с автора были сняты. «Павел I», наиболее значительное драматическое произведение писателя, стала первой частью трилогии «Царство Зверя», в которую вошли также романы «Александр I» и «14 декабря»..
После «Павла I» Мережковский в 1914 году написал пьесы «Будет радость» и «Романтики». В 1918 году он создал инсценировку романа «Пётр и Алексей» — пьесу «Царевич Алексей» (вторая авторская инсценировка этого времени — трагедия «Юлиан Отступник» — была обнаружена только в наши дни). Известны и его киносценарии — «Борис Годунов» и «Данте». Однако, как отмечали критики, «проверку временем» выдержало только одно его драматическое произведение, «Павел I». Пьеса экранизирована.

## Предыстория
К началу XX века российские историки уже создали серию фундаментальных работ, опереться на которые имел возможность Мережковский. Основной в их ряду была серия монографий Н. К. Шильдера («Император Александр I, его жизнь и царствование», 1897—1898; «Император Павел I», 1901; «Император Николай I», 1903).
Эпоха Павла I имела прямое отношение и к истории семьи Мережковских: именно тогда его дед начал службу в гвардейском Измайловском
полку. Возможно, поэтому, как отмечает критик О. Михайлов, «несмотря на традиционное обилие скрытых и явных цитат, вторая трилогия выглядит все же не энциклопедией чужой мудрости, а серией живых картин русской жизни».
К драматургической форме Мережковский обращался ещё в ранние годы. В его гимназических тетрадях остались наброски драмы «Мессалина», драматический этюд «Митридан и Натан», незаконченная драма «Сакунтала» и комедия «Осень». В 1890 году он опубликовал «фантастическую драму в стихах» «Сильвио», а в 1893 — «драматические сцены в 4-х действиях» «Гроза прошла». Но «Павел I» считается единственным значительным (а по мнению многих, и выдающимся) произведением Мережковского-драматурга.

## История создания и основные идеи
Основная идея «драмы для чтения» была сформулирована Д. Мережковским летом 1905 года в разговоре с З. Гиппиус: «Самодержавие — от антихриста». Сущность «антихристианского» характера русского самодержавия и должна была по замыслу писателя продемонстрировать история последних суток жизни императора Павла.
Отмечалось, что пьеса была близка по духу к роману Андрея Белого «Петербург», отвергнутому редактором журнала «Русская мысль» П. Струве из-за «антигосударственной тенденции». Из всех символистских произведений, однако, наиболее антимонархической являлась именно пьеса Мережковского «Павел I».
Мережковский считал, что «антихристианское» начало в истории человечества проявляется прежде всего в стремлении человека своей волей разрешить глобальные противоречия жизни. Для русского самодержца, являющегося по законам Империи изначально помазанником Божиим и главой русской Церкви, соблазн «антихристова деяния», по мнению Мережковского, становится содержанием жизни: это есть не что иное, как форма российской государственной власти.
Главный герой драмы, искренне желающий «сделать всех счастливыми» («Каждого к сердцу прижать и сказать: чувствуешь ли, что сердце это бьется для тебя?»), становится тираном, поскольку ощущает себя «богом на земле» («Превыше всех пап, царь и папа вместе, Кесарь и Первосвященник — я, я, я один во всей вселенной!..»), и вместо достижения «всеобщего счастья» царствование «императора-рыцаря» завершается цареубийством, открывая мрачную страницу российской истории.

### «Арест» книги
Завершение работы над пьесой и её публикация совпали у Мережковского с периодом очередной переоценки нравственных ценностей, когда он сблизился с группой социалистов-революционеров и стал во многом поддерживать их идеи. Российская цензура, ранее явно благоволившая к Мережковскому, под впечатлением от столь решительного «левого» дрейфа стала, в свою очередь, после возвращения Мережковских из «европейского далека», подавать первые признаки неудовольствия.
В 1908 году, сразу по выходе отдельным изданием (в издательстве М. В. Пирожкова), «Павел I» был запрещен и конфискован: в пьесе усмотрели «дерзостное неуважение к Высшей Власти…», преступление, караемое по тогдашним законам тюремным заключением. Мережковскому было дано знать, что дело может принять опасный для него оборот, если тот будет продолжать «опасные знакомства».
Автор крамольной пьесы пошёл на вызывающий шаг: отрывки из пьесы были сыграны на благотворительном вечере в пользу нуждавшегося тогда А. М. Ремизова, устроенном Мережковскими 14 декабря 1909 года, и были восторженно встречены зрителями.
В 1909 году Мережковский вынужден был по состоянию здоровья выехать в Европу: у него началась сердечная аритмия. В Европе Мережковские и Философов вновь встретились с Савинковым и Фондаминским, причём не делали из этого секрета. Во многом этот факт послужил причиной ужесточения позиции власти по отношению к писателю. Через два года после «ареста» пьесы дело о «дерзостном неуважении Верховной Власти», выказанном автором «Павла I», дошло до суда.
О грядущем процессе Мережковский узнал в марте 1912 года, будучи в Европе. Он сразу выехал с женой в Россию. На границе багаж Мережковских был подвергнут обыску, и бумаги, в том числе и рукопись второй части «Александра I», были конфискованы. По прибытии в Петербург Мережковский узнал, что ордер на его арест уже выписан, а его издатель Пирожков арестован и содержится в Доме предварительного заключения.
По совету влиятельных знакомых, Мережковские, предварительно внеся залог за Пирожкова, выехали за границу и по прибытии в Париж дали телеграмму прокурору о том, что Мережковский готов явиться непосредственно на суд. Власть устроил такой поворот событий: они не желали международного скандала в связи с арестом известного в Европе писателя. Суд состоялся в сентябре и вынес Мережковскому оправдательный приговор.

## Отзывы критиков
В отличие от первой трилогии Мережковского, сразу же признанной значительным явлением литературы, как в России, так и на Западе, «Царство Зверя» было встречено куда более сдержанно, особенно на родине писателя. Как отмечал А. Михин, литературные критики видели своей задачей прежде всего поиск идеологических схем в романах Мережковского, считая художественную часть лишь средством выражения последних. Так, обнаружив в драме «Павел I» «инвективы её героев против самодержавной власти и цезаропапистские устремления императора, критики считали свою задачу выполненной: Мережковский проиллюстрировал тезис из своих публицистических статей — Самодержавие — от Антихриста». Характерен в этом смысле отзыв А. Долинина:

«…С той же проповеднической целью и так же надуманно и размеренно написаны первые две части из второй трилогии — „Павел I“, „Александр I и Декабристы“ <…>, которые исследуют борьбу этих же двух начал: правды земной и правды небесной в её отношении к будущим судьбам России. Нет никакой надобности останавливаться на них. Знакомые с писаниями Мережковского знают, что последние его художественные произведения гораздо хуже первых, что в них ещё сильнее, ярче проявляются <…>коренные его дефекты».
.
В числе тех немногих современников Мережковского, кто высоко оценил его произведение, был Валерий Брюсов, обративший внимание на «благородство и строгость облика» этой пьесы и поставивший её в один ряд с шекспировскими «хрониками».
Лишь критики новейшего времени стали признавать достоинства второй трилогии Мережковского и, в частности, пьесы «Павел I». Отмечалось, что произведение лишено избытка риторики и потому (вопреки авторскому определению: «драма для чтения») сценично. Изначальная идеологическая схема здесь (согласно Ю. Зобнину) не мешает раскрытию образа: Павел вспыльчив, жесток, отходчив, коварен, доверчив, благороден, мелочен и т. д., причем каждое из этих сценических «положений» подано весьма органично, с большим «допуском» для оригинальных актерских и режиссёрских решений.
Традиционная для Мережковского «историческая цитатность» здесь свободно «растворяется» в речи персонажей, не мешая каждому из них говорить «своим голосом». Замечательны (как отмечает Ю. Зобнин) кульминационные сцены главы заговорщиков графа Палена с Павлом, а затем — с будущим императором, великим князем Александром Павловичем, — сцены «предательства», насыщенные тонкими психологическими нюансами.